# Mario Sosa
Mario Sosa Casquero (né en 1910 à Cuba et mort à une date inconnue) était un footballeur international cubain, qui évoluait au poste d'attaquant.

## Biographie
Sosa jouait dans le championnat cubain dans l'équipe de l'Iberia Havana.
Il est également international cubain et participe à la coupe du monde 1938 en France, où il joue deux matchs.